# Lijst van burgemeesters van Wijdenes
Dit is een lijst van burgemeesters van de voormalige Nederlandse gemeente Wijdenes tot die gemeente in 1970 fuseerde met Venhuizen en Schellinkhout tot de nieuwe gemeente Venhuizen.
| Ambtsperiode | Naam burgemeester     | Partij of stroming | Bijzonderheden |
| ------------ | --------------------- | ------------------ | --- |
| 1817 - 1827  | W. Smit               |                    | schout/burgemeester                                                                                                   |
| 1827 - 1850  | Pieter (P.) Stam      |                    | |
| 1851 - 1865  | Klaas (K.) Peereboom  |                    | tevens burgemeester van Schellinkhout (1852-1865)                                                                     |
| 1865 - 1883  | D. Stam               |                    | |
| 1883 - 1899  | Klaas Zijp            |                    | |
| 1899 - 1913  | C. Haringhuizen       |                    | |
| 1913 - 1918  | J. Bennemeer          |                    | |
| 1918 - 1936  | G.J. de Goede         |                    | |
| 1936 - 1967  | Cornelis (C.) Mol     |                    | in 1945 was J. Bakker waarnemend burgemeester; Mol was tevens (waarnemend) burgemeester van Schellinkhout (1941-1967) |
| 1967 - 1968  | Hendrik Marten Honijk |                    | tevens burgemeester van Venhuizen (1933-1968) en Schellinkhout (1967-1968)                                            |
| 1968 - 1970  | Jo (J.A.) Engelvaart  | PvdA               | tevens burgemeester van Venhuizen en Schellinkhout                                                                    |